# Diocesi di Astipalea
La diocesi di Astipalea (in latino: Dioecesis Astypalaeensis) è una sede soppressa e sede titolare della Chiesa cattolica.

## Storia
Astipalea, corrispondente all'isola di Stampalia, è un'antica sede vescovile della Grecia, suffraganea dell'arcidiocesi di Rodi.
La diocesi è sconosciuta al Le Quien nella sua opera Oriens Christianus. La sede Stypalias è menzionata in una Notitia Episcopatuum del X secolo.
Dal 1933 Astipalea è annoverata tra le sedi vescovili titolari della Chiesa cattolica; la sede è vacante dal 24 aprile 1980.

## Cronotassi dei vescovi titolari
- James Buis, M.H.M. † (14 febbraio 1952 - 24 aprile 1980 deceduto)